# پیربابا
پیربابا (به انگلیسی: Pir Baba) یک صوفی بود که در ناحیه بونیر در پاکستان زندگی می‌کرد.